# Турска на Европском првенству у атлетици на отвореном 2016.
Турска је учествовало на 23. Европском првенству у атлетици на отвореном 2016. одржаном у Амстердаму од 6. до 10. августа. То је било њено деветнаесто учешће на европским првенствима. Репрезентацију Турске представљало је 43 спортиста (24 мушкараца и 19 жена) који су се такмичили у 23 дисциплине (13 мушких и 10 женских).
На овом првенству Турска је заузела 4. место по броју освојених медаља са 12 медаља (4 златне, 5 сребрних и 3 бронзане). У табели успешности према броју и пласману такмичара који су учествовали у финалним такмичењима (првих 8 такмичара) Турска је са 18 учесника у финалу заузело 5. место са 104 бодова.
| Пл. | Земља  | 1. место | 2. место | 3. место | 4. место | 5. место | 6. место | 7. место | 8. место | Бр. фин. | Бодови |
| --- | ------ | -------- | -------- | -------- | -------- | -------- | -------- | -------- | -------- | -------- | ------ |
| 5.  | Турска | 4-32     | 5-35     | 3-18     | 1-5      | 2-8      | 3-6      | -        | -        | 18       | 104    |

## Учесници
| Мушкарци: - Жак Али Харви — 100 м, 4 х 100 м - Рамил Гулијев — 100 м, 200 м, 4 х 100 м - Емре Зафер Барнес — 100 м - Батухан Алтинташ — 400 м, 4 х 400 м - Арас Каја — 5.000 м, 3.000 м препреке - Али Каја — 5.000 м, 10.000 м - Полат Кембоји Арикан — 10.000 м, Полумаратон - Кан Киген Озбилен — Полумаратон - Ерџан Муслу — Полумаратон - Мерт Гирмалегесе — Полумаратон - Серкан Каја — Полумаратон - Јавуз Аграли — Полумаратон - Јасмани Копељо Ескобар — 400 м препоне, 4 х 400 м - Хакан Дувар — 3.000 м препреке - Тарик Лангат Акда — 3.000 м препреке - Умутџан Емектас — 4 х 100 м - Изет Сафер — 4 х 100 м - Халит Килич — 4 х 400 м - Јавуз Џан — 4 х 400 м - Шереф Османоглу — Троскок - Ашкин Караџа — Троскок - Еркимент Олгундениз — Бацање диска - Озкан Балтаџи — Бацање кладива - Ешреф Апак — Бацање кладива | Жене: - Јасемин Џан — 5.000 м, 10.000 м, Полумаратон - Есма Ајдемир — Полумаратон - Султан Хајдар — Полумаратон - Севилај Ејтемиш — Полумаратон - Тубаи Ердал — Полумаратон - Мерием Ердоган — Полумаратон - Елиф Јилдирим — 400 м препоне - Озлем Каја — 3.000 м препреке - Мерием Акда — 3.000 м препреке - Елиф Карабулут — 3.000 м препреке - Берфе Санџак — 4 х 400 м - Мерием Касап — 4 х 400 м - Емел Санли — 4 х 400 м - Елиф Јилдирим — 4 х 400 м - Карин Мелис Меј — Скок удаљ - Емел Дерели — Бацање кугле - Кивилџим Салман — Бацање кладива - Тугџе Сахутоглу — Бацање кладива - Еда Тугсуз — Бацање копља |  |

## Освајачи медаља (12)

### Злато (4)
- Полат Кембоји Арикан — 10.000 м
- Јасмани Копељо Ескобар — 400 м препоне
- Јасемин Џан — 5.000 м
- Јасемин Џан — 10.000 м

### Сребро (5)
- Жак Али Харви — 100 м
- Рамил Гулијев — 200 м
- Али Каја — 10.000 м
- Кан Киген Озбилен — Полумаратон
- Арас Каја — 3.000 м препреке

### Бронза (3)
- Есма Ајдемир, Султан Хајдар, Севилај Ејтемиш — Полумаратон - тим
- Озлем Каја — 3.000 м препреке
- Емел Дерели — Бацање кугле

## Резултати

### Мушкарци
| Атлетичар              | Дисциплина       | Лични рекорд | Квалификације         | Квалификације         | Полуфинале            | Полуфинале           | Финале               | Финале       | Детаљи |
| Атлетичар              | Дисциплина       | Лични рекорд | Резултат              | Место                 | Резултат              | Место                | Резултат             | Место        | Детаљи |
| ---------------------- | ---------------- | ------------ | --------------------- | --------------------- | --------------------- | -------------------- | -------------------- | ------------ | ------ |
| Жак Али Харви          | 100 м            | 9,92 НР      | Директно у полуфинале | Директно у полуфинале | 10,04 КВ              | 1. у гр. 2           | 10,07                |              |        |
| Емре Зафер Барнес      | 100 м            | 10,12        | Директно у полуфинале | Директно у полуфинале | 10,31                 | 4. у гр. 3           | Није се квалификовао | 17 / 34 (37) |        |
| Рамил Гулијев          | 100 м            | 10,08        | 10,21 КВ              | 1. у гр. 3            | 10,07 кв, ЛР          | 3. у гр. 1           | 10,23                | 6 / 34 (37)  |        |
| Рамил Гулијев          | 200 м            | 19,88 НР     | Директно у полуфинале | Директно у полуфинале | 20,69 КВ              | 4. у гр. 1           | 20,51                |              |        |
| Батухан Алтинташ       | 400 м            | 46,30        | 47,23                 | 6. у гр. 1            | Није се квалификовао  | Није се квалификовао | Није се квалификовао | 24 / 32      |        |
| Арас Каја              | 5.000 м          | 13;23,91     |                       |                       |                       |                      | 13:47,42             | 9 / 19 (20)  |        |
| Али Каја               | 5.000 м          | 13:00,31 НР  | Није стартовао        | Није стартовао        |                       |                      |                      |              |        |
| Али Каја               | 10.000 м         | 27:24,09 НР  | 28:21,42              |                       |                       |                      |                      |              |        |
| Полат Кембоји Арикан   | 10.000 м         | 28:38,81     | 28:18,52              |                       |                       |                      |                      |              |        |
| Кан Киген Озбилен      | Полумаратон      | 59:58        | 1:02:27               |                       |                       |                      |                      |              |        |
| Ерџан Муслу            | Полумаратон      |              | 1:05:00               | 18 / 84 (92)          |                       |                      |                      |              |        |
| Мерт Гирмалегесе       | Полумаратон      | 1:03:36      | 1:07:07               | 45 / 84 (92)          |                       |                      |                      |              |        |
| Серкан Каја            | Полумаратон      | 1:05:09      | 1:07:09               | 46 / 84 (92)          |                       |                      |                      |              |        |
| Јавуз Аграли           | Полумаратон      | 1:06:44      | 1:09:41               | 73 / 84 (92)          |                       |                      |                      |              |        |
| Полат Кембоји Арикан   | Полумаратон      | 1:01:22      | Није завршио трку     | Није завршио трку     |                       |                      |                      |              |        |
| Јасмани Копељо Ескобар | 400 м препоне    | 48,46 НР     | Директно у полуфинале | Директно у полуфинале | 48,42 НР, ЛР          | 1. у гр. 2           | 48,98                |              |        |
| Арас Каја              | 3.000 м препреке | 8:32,20      | 8:33,11 КВ            | 1. у гр. 2            |                       |                      | 8:29,91              | 18 / 27 (28) |        |
| Хакан Дувар            | 3.000 м препреке | 8:23,22      | 8:33,13 кв, ЛРС       | 7. у гр. 1            | 8:33,13               | 8 / 24 (26)          |                      |              |        |
| Тарик Лангат Акда      | 3.000 м препреке | 8:08,59 НР   | 8:43,81               | 11. у гр. 1           | Нису се квалификовали | 18 / 24 (26)         |                      |              |        |
| Умутџан Емектас        | 4 х 100 м        | 38,31 НР     | 39,58                 | 6. у гр. 2            | Нису се квалификовали | 14 / 16              |                      |              |        |
| Жак Али Харви²         | 4 х 100 м        | 38,31 НР     | 39,58                 | 6. у гр. 2            | Нису се квалификовали | 14 / 16              |                      |              |        |
| Изет Сафер             | 4 х 100 м        | 38,31 НР     | 39,58                 | 6. у гр. 2            | Нису се квалификовали | 14 / 16              |                      |              |        |
| Рамил Гулијев²         | 4 х 100 м        | 38,31 НР     | 39,58                 | 6. у гр. 2            | Нису се квалификовали | 14 / 16              |                      |              |        |
| Халит Килич            | 4 х 400 м        | 3:02,22 НР   | 3:04,65               | 5. у гр. 1            | Нису се квалификовали | 9 / 16               |                      |              |        |
| Јасмани Копељо²        | 4 х 400 м        | 3:02,22 НР   | 3:04,65               | 5. у гр. 1            | Нису се квалификовали | 9 / 16               |                      |              |        |
| Батухаш Алтинташ²      | 4 х 400 м        | 3:02,22 НР   | 3:04,65               | 5. у гр. 1            | Нису се квалификовали | 9 / 16               |                      |              |        |
| Јавуз Џан              | 4 х 400 м        | 3:02,22 НР   | 3:04,65               | 5. у гр. 1            | Нису се квалификовали | 9 / 16               |                      |              |        |
| Шереф Османоглу        | Троскок          | 17,72 НР     | 16,81 КВ              | 2. у гр. А            | 16,55                 | 6 / 27               |                      |              |        |
| Ашкин Караџа           | Троскок          | 16,63        | 16,19                 | 10. у гр. Б           | Није се квалификовао  | 21 / 27              |                      |              |        |
| Еркимент Олгундениз    | Бацање диска     | 67,50 НР     | Без исправног хица    | Без исправног хица    | Није се квалификовао  | Није се квалификовао |                      |              |        |
| Озкан Балтаџи          | Бацање кладива   | 74,65        | 73,10 кв              | 5. у гр. Б            | 71,35                 | 9 / 26 (28)          |                      |              |        |
| Ешреф Апак             | Бацање кладива   | 81,45 НР     | Без исправног хица    | Без исправног хица    | Није се квалификовао  | Није се квалификовао |                      |              |        |

- Такмичари у штафети обележени бројем трчали су и у појединачним дисциплинама.

### Жене
| Атлетичарка     | Дисциплина       | Лични рекорд | Квалификације      | Квалификације      | Полуфинале            | Полуфинале            | Финале                | Финале  | Детаљи |
| Атлетичарка     | Дисциплина       | Лични рекорд | Резултат           | Место              | Резултат              | Место                 | Резултат              | Место   | Детаљи |
| --------------- | ---------------- | ------------ | ------------------ | ------------------ | --------------------- | --------------------- | --------------------- | ------- | ------ |
| Јасемин Џан     | 5.000 м          | 14:37,61     |                    |                    |                       |                       | 15:18,15              |         |        |
| Јасемин Џан     | 10.000 м         | 31:30,58     | 31:12,86 ЕРмс, ЕРС |                    |                       |                       |                       |         |        |
| Јасемин Џан     | Полумаратон      | 1:16:51      | 1:23:25            | 81 / 81 (90)       |                       |                       |                       |         |        |
| Есма Ајдемир    | Полумаратон      | 1:12:26      | 1:11:49 ЛР         | 5 / 81 (90)        |                       |                       |                       |         |        |
| Султан Хајдар   | Полумаратон      | 1:09:49      | 1:12:34            | 11 / 81 (90)       |                       |                       |                       |         |        |
| Севилај Ејтемиш | Полумаратон      | 1:15:09      | 1:15:36            | 43 / 81 (90)       |                       |                       |                       |         |        |
| Тубаи Ердал     | Полумаратон      |              | 1:19:25            | 77 / 81 (90)       |                       |                       |                       |         |        |
| Мерием Ердоган  | Полумаратон      | 1:11:24      | Није завршила трку | Није завршила трку |                       |                       |                       |         |        |
| Елиф Јилдирим   | 400 м препоне    | 56,56        | 58,40              | 5. у гр. 4         | Није се квалификовала | Није се квалификовала | Није се квалификовала | 30 / 35 |        |
| Озлем Каја      | 3.000 м препреке | 9:30,23      | 9:44,41 КВ, ЛРС    | 2. у гр. 1         |                       |                       | 9:35,05 ЛРС           |         |        |
| Мерием Акда     | 3.000 м препреке | 9:36,54      | 9:45,69 КВ         | 3. у гр. 1         | 9:55,42               | 13 / 26 (28)          |                       |         |        |
| Елиф Карабулут  | 3.000 м препреке | 9:46,17      | Није завршила трку | Није завршила трку | Није се квалификовала | Није се квалификовала |                       |         |        |
| Берфе Санџак    | 4 х 400 м        | 3:29,40 НР   | 3:38,47            | 8. у гр. 1         | Нису се квалификовале | 16 / 16               |                       |         |        |
| Мерием Касап    | 4 х 400 м        | 3:29,40 НР   | 3:38,47            | 8. у гр. 1         | Нису се квалификовале | 16 / 16               |                       |         |        |
| Емел Санли      | 4 х 400 м        | 3:29,40 НР   | 3:38,47            | 8. у гр. 1         | Нису се квалификовале | 16 / 16               |                       |         |        |
| Елиф Јилдирим   | 4 х 400 м        | 3:29,40 НР   | 3:38,47            | 8. у гр. 1         | Нису се квалификовале | 16 / 16               |                       |         |        |
| Карин Мелис Меј | Скок удаљ        | 6,93 НР      | 6,55 кв            | 12. у гр. А        | 6,62                  | 5 / 24 (26)           |                       |         |        |
| Емел Дерели     | Бацање кугле     | 18,57 НР     | 17,88 КВ           | 2. у гр. Б         | 18,22                 |                       |                       |         |        |
| Кивилџим Салман | Бацање кладива   | 72,55        | 65,97              | 10. у гр. Б        | Нису се квалификовале | 17 / 28 (30)          |                       |         |        |
| Тугџе Сахутоглу | Бацање кладива   | 74,17        | 62,37              | 14. у гр. А        | Нису се квалификовале | 28 / 28 (30)          |                       |         |        |
| Еда Тугсуз      | Бацање копља     | 58,95        | 58,13 кв           | 9. у гр. А         | 56,97                 | 11 / 31 (34)          |                       |         |        |